# Río Katantsá
El río Katantsá (del ruso: Катанца), en mongol: Катанца o río Ar-Jadants gol (en mongol: Ap Жaдaнц гол; en ruso: Река Ap Джaдaнц гол es un río de Asia que discurre por Mongolia y el krai de Zabaikalie, en Rusia (Siberia oriental). Es un afluente del río Chikói por la orilla izquierda, por lo que es un subafluente del Yeniséi por el Chikói, el Selengá, el lago Baikal y el Angará.

## Geografía
La cuenca hidrográfica del Katantsá tiene una superficie de 3.300 km². Su caudal medio en la desembocadura es de 30 m³/s. El Katantsá nace en Mongolia, en el sector mongol (sudoeste) de los montes Yáblonoi. El río se orienta globalmente de sur a norte. El Katantsá franquea la frontera rusa a medio curso, continuando su ruta hacia el norte.
Nueve kilómetros antes de finalizar su recorrido, recibe por la orilla derecha su principal afluente, el río Jilkotói. Desemboca en el Chikói, en su orilla izquierda, a la altura de la localidad de Zhindo Pervoye.
El Katantsá permanece congelado desde la primera quincena de noviembre hasta finales de abril o principios de mayo.

## Hidrometría - Caudal mensual en Jilkotói
El caudal del Katantsá ha sido observado durante 45 años (1953-1997) en Jilkotói, localidad situada a 9 km de su confluencia con el río Chikói.
El caudal interanual medio observado en la estación de Jilkotói durante este periodo fue de 19 m³/s para una superficie estudiada de 2.120 km², lo que supone un 64% de la cuenca hidrográfica del río. La lámina de agua vertida en esta cuenca alcanza los 283 mm por año, que debe ser considerada como elevada para la cuenca del Selengá.
Río alimentado en parte por las lluvias de verano y también por la fusión de las nieves, el Katantsá es un río de régimen pluvio-nival que presenta dos estaciones.
Las crecidas se desarrollan de finales de primavera hasta otoño, del mes de mayo al de septiembre incluido. Este periodo comporta una doble cima, la primera en mayo que corresponde al deshielo y a la fusión de las nieves, y la segunda en julio-agosto, ligada al máximo pluviométrico de verano observado en toda la región de los montes Yáblonoi. La cuenca se beneficia de precipitaciones en todas las temporadas, bastante abundantes sobre todo en las cimas.
En octubre, el caudal del río baja, lo que conduce al periodo de estiaje, ligado a las extremadamente bajas temperaturas del invierno de Siberia oriental. Este periodo de estiaje, de seis meses, tiene lugar desde noviembre a abril y corresponde a las importantes heladas que se abaten sobre toda la región.
El caudal medio mensual observado en marzo (mínimo de estiaje) es de 1.07 m³/s, apenas un 2.5 % del caudal medio del ems de agosto (42.2 m³/s), lo que subraya la ampitud muy elevada de las variaciones estacionales. En los 45 años del periodo de observación, el caudal mensual mínimo ha sido 0.00 m³/s, es decir que el río no llevaba agua en marzo de 1997, mientras que el caudal máximo se elevó a 155 m³/s en agosto de 1990.
En lo que concierne al periodo estival, libre de hielos (de mayo a septiembre inclusive), el caudal mensual mínimo observado fue de 6.79 m³/s en junio de 1972.
Caudales medios mensuales del Katantsá (en m³/s) medidos en la estación hidrométrica de Jilkotói
Datos calculados en 45 años